# AT&Tコーポレーション
AT&Tコーポレーション（AT&T Corporation）は、かつてAT&T Inc.の子会社であり、音声、映像、データ、インターネットなどの通信サービスや専門サービスを企業、消費者、政府機関に提供していた。
元の社名はAmerican Telephone and Telegraph Company（略称: AT&T）で、1885年に設立された。その長い歴史の中で、世界最大の電話会社、世界最大のケーブルテレビ会社、そして米国内の独占企業だったこともあった。1950年代から1960年代のピーク時には、従業員数100万人、売上高は1950年には30億ドル（現在の貨幣価値で約350億ドル）、1966年には120億ドル（現在の貨幣価値で約980億ドル）に達していた。
2005年、AT&Tは元の子会社であるSBCコミュニケーションズに160億ドル以上（現在の金額では約200億ドル）で買収された。SBCはその後「AT&T Inc.」に社名を変更し、2024年5月1日に解散するまで、元のAT&Tは「AT&T Corporation」として、その子会社となった。

## 歴史

### 起源

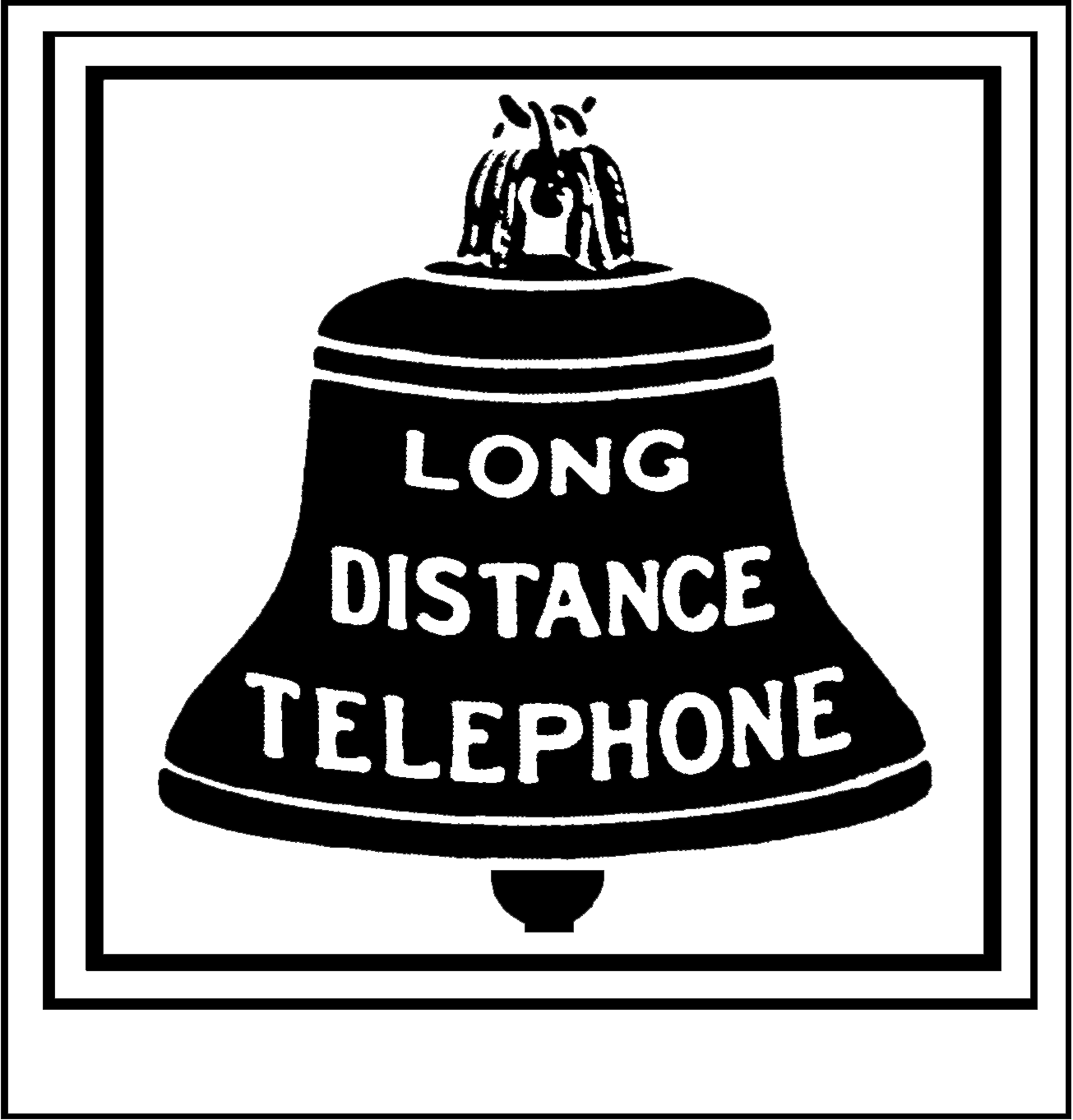
1889年から1916年まで使用されたベルシステムのロゴ。「ブルーベル」と呼ばれた。

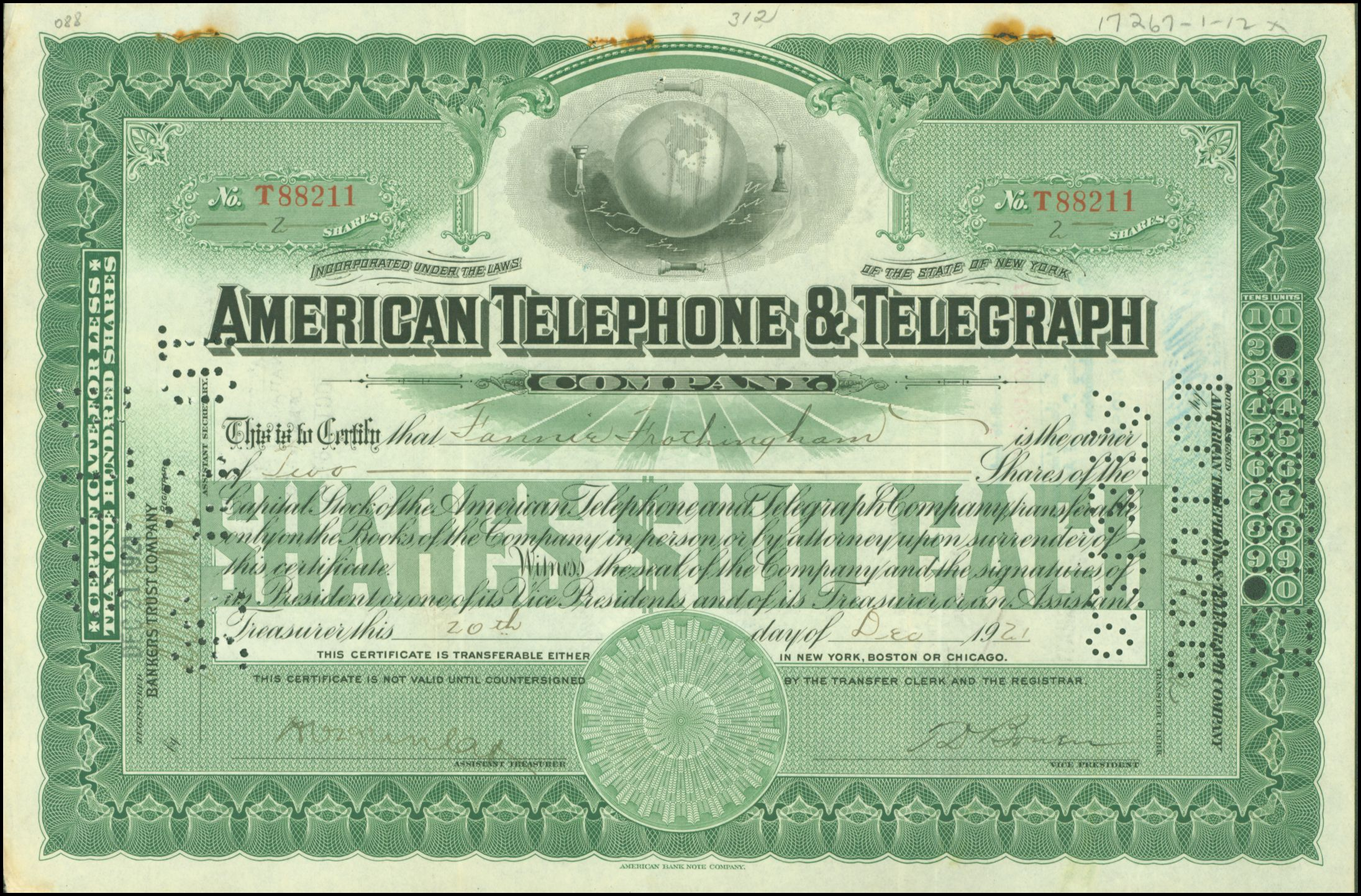
AT&Tの株券。1921年12月20日発行。

AT&Tは、電話システムを発明したアレクサンダー・グラハム・ベルの特許権を保護するために1874年に設立された法人「ベル特許協会」（Bell Patent Association）から始まった。当初は口頭での合意だったが、1875年にベル電話会社（Bell Telephone Company）（アメリカンベル）として正式に設立された。
1880年、アメリカンベルの経営陣は、後にAT&Tロングラインズ（AT&T Long Lines）となるプロジェクトを立ち上げた。このプロジェクトは、商業的に実行可能なコスト構造で全米を網羅する長距離電話網を構築した最初のものであった。このプロジェクトは、1885年3月3日にニューヨーク州でAmerican Telephone and Telegraph Company（AT&T）という別会社として正式に設立された。ニューヨークを起点とした長距離電話網は、1892年にイリノイ州シカゴに到達し、最終的にはアメリカ本土全体を網羅する電話システムを構築していった。
1899年12月30日、アメリカンベルの資産は、子会社であるAmerican Telephone and Telegraph Company（旧AT&Tロングラインズ）に譲渡された。これは、マサチューセッツ州の会社法が非常に厳しく、資本金が1千万ドルに制限されていたため、会社の発展の妨げとなったためである。この資産譲渡により、AT&Tはアメリカンベルとベルシステムの両方の親会社となった。
AT&Tは主に電話事業を行っていた。RCAとは提携関係にあったものの、ラジオが成長すると有線サービスの需要が減るため、ラジオの成長には消極的であった。1922年、AT&TはニューヨークにWEAFというラジオ局を設立し、"toll station"（有料放送局）と称した。これは、AT&T自体は番組を制作せず、メッセージを放送したい人はAT&Tに料金を支払い、そのメッセージを公に放送することができるいうものだった。当初のスタジオは電話ボックス程度の大きさだった。しかし、このアイデアは定着しなかった。それは、メッセージを放送するためにお金を払っても、誰かが聞いているという確証がないためである。そのため、WEAFは社員が制作した娯楽番組を放送するようになった。1926年、NBCとの間で放送用の長距離回線をリースする契約を結んだ結果、同局とその系列局のネットワークはNBCに売却された。1916年、企業としてエリオット・クレッソン・メダルを受賞。

### 独占
20世紀のほとんどの期間、AT&Tはベルシステムと呼ばれる会社のネットワークを通じて、アメリカとカナダの電話サービスを独占していた。この頃、同社はMa Bell（"mother Bell"の略）という愛称で呼ばれていた。
1907年4月30日、セオドア・ニュートン・ベイルがAT&Tの社長に就任した。ベイルは全米が1つの電話システムで統一されているのが良いと考え、AT&Tは"One Policy, One System, Universal Service"というスローガンを掲げた。これがその後70年間の同社の理念となった。
ベイルの下で、AT&Tはウエスタンユニオン電信会社など多くの小さな電話会社を買収し始めた。これにより、反トラスト規制当局から目をつけられることになった。政府からの反トラスト訴訟を避けたいAT&Tは、連邦政府とキングスベリー契約として知られる合意を結んだ。この契約により、政府は、定期的に規制当局の監視を受けるという条件で、AT&Tが独占事業を継続することを認めた。この状態は、1984年に会社が解体されるまで続いた。

### 解体
アメリカ合衆国司法省は、1974年にAT&Tを相手に反トラスト法訴訟（合衆国対AT&T裁判）を起こした。その背景には、AT&Tが子会社のウエスタン・エレクトリックから得た独占的利益を、自社のネットワークのコストを補助するために使っているのではないかという、独占禁止法違反の疑いがあった。1982年1月8日に和解が成立し、1984年1月1日にAT&T社の地域事業は7つの地域ベル電話会社（RBOC、通称ベビーベル）に分割された。
解体後、旧親会社の主要事業はAT&Tコミュニケーションズ（AT&T Communications Inc.）となり、長距離通信サービスを中心に、その他の非RBOC事業を展開した。
AT&Tは1991年にNCRを買収した。AT&Tは1995年、製造・R&D会社、コンピュータ会社、サービス会社の3社に分割することを発表した。NCR、ベル研究所、AT&Tテクノロジーは1997年までにスピンオフすることになっていた。分社化の準備のために、AT&Tテクノロジーはルーセント・テクノロジーに改称された。ルーセントは1996年にAT&Tから完全にスピンオフした。

### SBCによる買収
2005年1月31日、ベビーベルの1社であるSBCコミュニケーションズは、AT&T Corp.を160億ドルで買収する計画を発表した。SBCは2005年10月、SBCブランドを捨て、AT&Tブランドとニューヨーク証券取引所のティッカーシンボル"T"を採用することを発表した。
2005年11月18日に合併承認が下り、SBCコミュニケーションズは11月21日に"AT&T Inc."に社名を変更、12月1日には"T"のティッカーシンボルでAT&Tとしての株式の取引を開始した。

### AT&T本社ビル
1885年から1910年まで、AT&Tはボストンのミルクストリート125番地に本社を置いていた。その後、事業拡大に伴い、ニューヨークの195 ブロードウェイ（現在の世界貿易センタービルの近く）に建てた、ウィリアム・W・ボスワースの設計によるビルに本社を移転した。この土地は元々ウェスタンユニオンのものであり、AT&Tは1913年までその支配権を持っていた。
1978年、AT&Tはマディソン・アベニュー550番地にフィリップ・ジョンソンの設計による新社屋を建設した。このビルが完成したのは1984年、ベルシステムが分割された年だった。1993年にAT&Tはこのビルをソニーにリースし、現在はソニーがこのビルを所有している。

## 部門
SBCコミュニケーションズに買収される前のAT&Tは、以下の3つの中核会社を持っていた。
- AT&Tアラスコム（英語版）（AT&T Alascom）
- AT&Tコミュニケーションズ（英語版）（AT&T Communications）
- AT&T研究所（英語版）（AT&T Laboratories）

AT&Tアラスコムはアラスカ州でのサービスを続けている。AT&TコミュニケーションズはAT&Tコミュニケーションズ・イースト（AT&T Communications - East, Inc.）に改称し、長距離電話サービスを販売し、AT&Tが所有するBell Operating Companiesの枠外で競争的市内通信事業者（CLEC）として運営していた。現在はAT&Tコーポレーションに吸収され、AT&Tコミュニケーションズを構成していた22の子会社のうち4社以外は存続している。AT&Tが大きくなりすぎたため、独占を防ぐために政府がAT&Tを解散させたのである。AT&T研究所は、以前はSBC研究所と呼ばれていたAT&Tラボに統合された。

## 通称とブランディング
AT&Tは"Mother Bell"の意味で"Ma Bell"（マー・ベル）とも呼ばれ、電話フリークの間では親しみを込めて「マザー」と呼ばれていた。従業員のストライキの際には、参加者が"Ma Bell is a real mother"（マー・ベルは本物の母）と書かれたTシャツを着てデモに参加したこともあった。また、解体前には、AT&Tという社名よりも「ベルシステム」という名前の方が消費者に認知されていた。そのため、解体後には"AT&T"という名前の知名度を上げるための広告キャンペーンが展開された。地域ベル電話会社などのAT&Tから分社化された企業は「ベビーベル」（Baby Bell）と呼ばれた。「マー・ベル」は2005年に、ベビーベルの一つであるSBCコミュニケーションズに買収された。
AT&Tグローブ（AT&T Globe）と呼ばれる現在のロゴマークは、1983年にソール・バスがデザインした企業ロゴで、合衆国対AT&T裁判の和解の一部として、AT&Tが所有するベルシステムの商標の全ての請求を放棄するよう求められたため、それまでの鐘をデザインしたロゴの代替として制作された。このロゴは、スターウォーズに登場する宇宙ステーション「デス・スター」に似ていることから、「デス・スター」の愛称で呼ばれている。1999年に、ロゴを構成する帯の数が12本から8本のものに変更された。

## CEO
1885年にAT&T Corporationが設立されてから、2005年にSBCコミュニケーションズに買収されるまでの16代15人のCEOの一覧を以下に示す。
| #  | CEO | CEO                                                       | 就任年              | 肩書               |
| -- | --- | --------------------------------------------------------- | ------------------- | ------------------ |
| 1  |     | セオドア・ニュートン・ヴェイル Theodore Newton Vail       | 1885–1887           | President          |
| 2  |     | ジョン・エルドリッジ・ハドソン John Elbridge Hudson       | 1887–1900           | President          |
| 3  |     | フレデリック・ペリー・フィッシュ Frederick Perry Fish     | 1901–1907           | President          |
| 4  |     | セオドア・ニュートン・ヴェイル Theodore Newton Vail       | 1907–1919           | President          |
| 5  |     | ハリー・ベイツ・セイヤー Harry Bates Thayer               | 1919–1925           | President          |
| 6  |     | ウォルター・シャーマン・ギフォード Walter Sherman Gifford | 1925–1948           | President          |
| 7  |     | リロイ・A・ウィルソン Leroy A. Wilson                     | 1948–1951           | President          |
| 8  |     | クレオ・F・クレイグ Cleo F. Craig                         | 1951–1956           | President          |
| 9  |     | フレデリック・カペル Frederick Kappel                     | 1956–1961 1961–1967 | President Chairman |
| 10 |     | H・I・ロムネス H.I. Romnes                                | 1967–1972           | Chairman           |
| 11 |     | ジョン・D・デバッツ John D. deButts                       | 1972–1979           | Chairman           |
| 12 |     | チャールズ・L・ブラウン Charles L. Brown                  | 1979–1986           | Chairman           |
| 13 |     | ジェームズ・E・オルソン James E. Olson                    | 1986–1988           | Chairman           |
| 14 |     | ロバート・E・アレン Robert Eugene Allen                   | 1988–1997           | Chairman           |
| 15 |     | C・マイケル・アームストロング C. Michael Armstrong        | 1997–2002           | Chairman           |
| 16 |     | デビッド・ドーマン David Dorman                           | 2002–2005           | Chairman           |